# Magyarország zászlaja

1:2 arányú nem hivatalos állami zászló a címerrel

3:4 arányú haditengerészeti zászló

Magyarország zászlaja Magyarország hivatalos állami jelképe és egyben a magyarság egyik nemzeti jelképe. A hivatalos állami és polgári zászló három egyenlő szélességű, piros, fehér és zöld vízszintes sávból áll.
Az Országgyűlés, fejet hajtva mindazon emberek, közösségek és emlékük előtt, akik e zászló és címer alatt harcolva életüket, szabadságukat adták a  magyar nemzetért, vagy e zászló és címer tisztelete miatt szenvedtek bármilyen sérelmet vagy hátrányt, Magyarország zászlaja és címere iránti tisztelettől vezérelve, megbecsülésének kifejezése érdekében a nemzeti színről és ország címeréről szóló 1848. évi XXI. törvénycikk elfogadásának emlékére, március 16. napját a magyar zászló és címer napjává nyilvánítja.

## Története

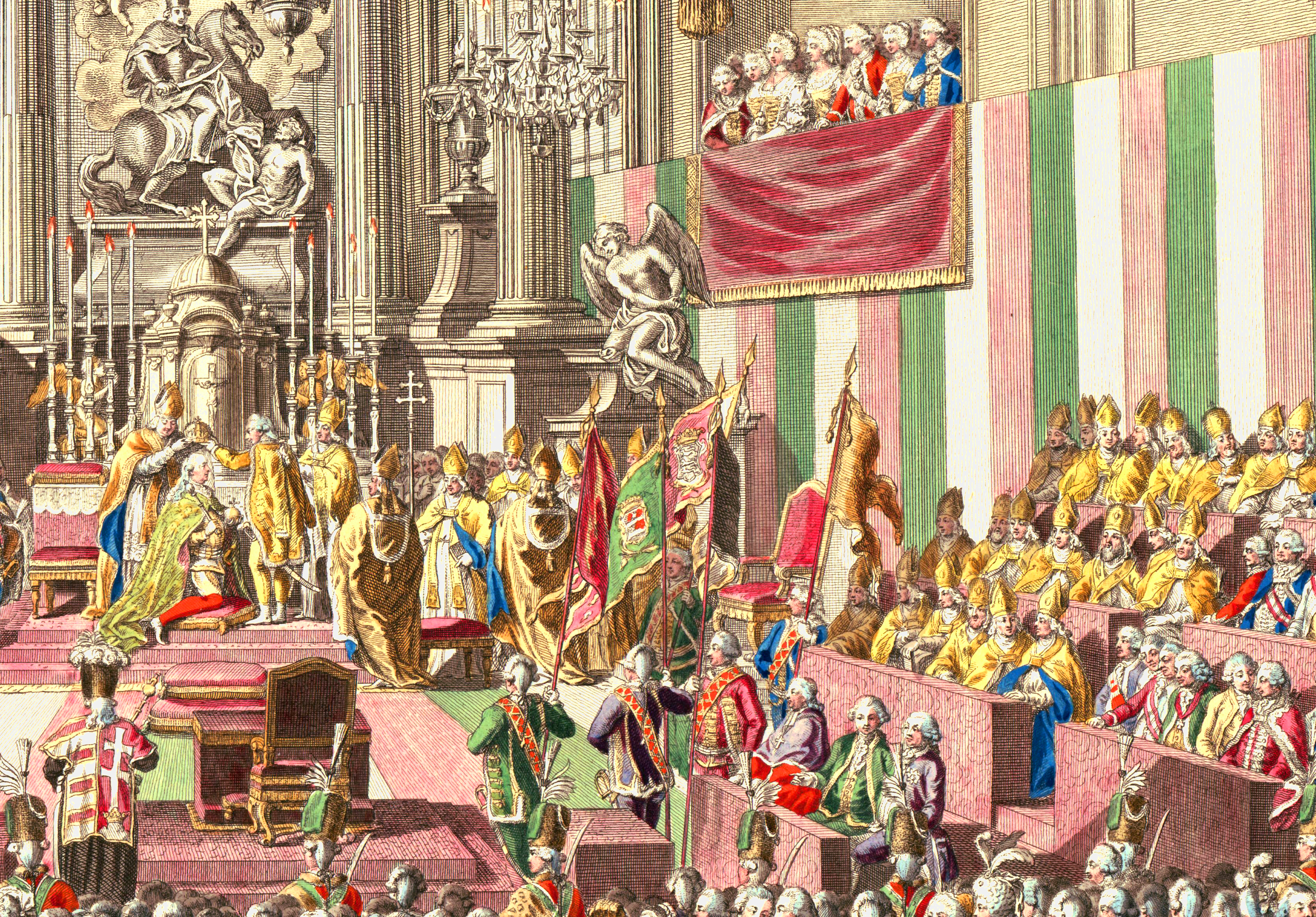
II. Lipót koronázása Pozsonyban 1790-ben, a falakat díszítő drapéria a magyar nemzeti színekben pompázik

Nemzeti jelképként a piros-fehér-zöld szín a 13. században adatolt. A Pallas nagy lexikona szerint:
„Hazánk zászlója s illetőleg színeire nézve, épp ugy mint címerére régibb törvényeink határozott intézkedést nem tartalmaznak. A bécsi Képes Krónikában több helyen a magyar sereg vörös zászló alatt harcol, melyen fekete karvaly (turul) madár képe látható. De ugyancsak a Képes krónikában egy helyen (több helyen – a szerző) vörös-fehér csíkos zászló fordul elő. Nagy Lajos fegyverzetében szintén a vörös-fehér szín fordul elő. II. Endrének egy 1222. kelt okmányán a pecsét vörös-fehér-zöld selyemzsinóron függ. Ilyen színü zsinórt még számos más hivatalos személyek által kiadott okmányon találunk, ugy a vegyes, mint a Habsburg-házból származó királyok alatt. Magyarország színei gyanánt tehát a vörös-fehér-zöld szerepelt. Az 1848. XXI. t.-c. 1. §-a pedig elrendelé, hogy a nemzeti szín ősi jogaiba visszaállíttatik, s a háromszínü rózsa polgári jelképül fölvétetik s minden középület s közintézetnél nyilvános ünnepek alkalmával s a magyar hajókon a magyar nemzeti lobogó és országos címer használtatik. Hogy a magyar zászló szinei a címer színeivel megegyeznek, az jele annak, hogy ez utóbbiból vétettek, s mint már ezt Schwertner is megjegyezte volt. (Statistik des Königreichs Ungarn II. 59-60.) V. ö. Ivánfi Ede. A magyar birodalom címerei és szinei (Budapest 1874).” A Habsburgok magyarországi uralmának első kétszáz esztendejében inkább rendkívüli alkalmakkor, királykoronázásokon, tornajátékon volt használatos. II. Mátyás pozsonyi koronázásakor, 1608-ban a Szent Márton-templom és a ferencesek temploma közötti utat padozattal fedték be, és erre piros, fehér és zöld posztó került. Ekkor jelentek meg a magyar királyok koronázásán először a magyar nemzeti színek.
1681-ben, I. Lipót király harmadik feleségének, Pfalz-Neuburgi Eleonórának koronázásakor a soproni templom lépcsőjét „Pannonicus tricolor pannus”-szal takarták le, a kancellária iratait pedig Mária Terézia királynő uralkodásának első éveiben piros-fehér-zöld fonállal kötötték le. A királynő rendelkezése szerint 1743-ban ebből a három színből állították össze a törzszászlókat.
A Szent István-rend alapításakor 1764-ben a vörös és zöld lett a szalag színe.
1794-ben, a modern francia zászló törvényesítésének évében, Martinovics Ignác a magyar jakobinus mozgalom vezére a felségsértési per iratai szerint augusztus 13-án a három nemzeti színből, vagyis zöldből, vörösből és fehérből álló kokárda bevezetésének tervéről tett vallomást („drei nazional Farben zu Kokarden, grün, roth und weiss, einzuführen” azonban a teljes periratot feldolgozó Benda Kálmán történész jegyzete szerint ez a színrend „Nyilván elírás »roth, weiss und grün« helyett.”).
A mai értelemben vett trikolórt a francia forradalom hatására valóban a radikális értelmiség alkotta meg, szentesítve használatukat hivatalosan is az 1848-as áprilisi törvények XXI. törvénycikkében: 1. „A’ nemzeti szín és ország czímere ősi jogaiba visszaállíttatik. 2. Ennélfogva a’ háromszínű rózsa polgári jel képen ujra felvétetvén, egyszersmind megállapíttatik, hogy minden nyilvános ünnepek alkalmával és minden magyar hajókon a’ nemzeti lobogó és ország czímere használtassék.” Az ország címeréről, a nemzeti színekről az újságban beszámoló Arany János joggal panaszkodik hát a nép tudatlansága miatt, akikkel a nemzeti színeket ekkor kellett megismertetni, azt is meg kellett magyarázni sok esetben, melyek azok és mit jelent a nemzeti zászló.
Színei a korábban rögzült magyar címerből származnak (az ezüst vágások színe a heraldika szabályai szerint a zászlón fehér), és a magyar nemzet színeiként értelmezve zászlón ebben az összeállításban csak a reformkorban jelentek meg. 19. századi romantikus értelmezés szerint a piros sáv az „erőt”, a fehér a „hűséget” és a zöld a „reményt” szimbolizálta. A trikolór (három szín szerinti tagolás) ugyanakkor a francia forradalomban született francia nemzeti zászló nyomán a forradalomra is utalt.
A korábban használt vörös és fehér színhez a 15. században kapcsolódott a zöld szín. A három nemzeti színt együtt először 1608-ban, II. Mátyás király pozsonyi koronázásakor használták. Zászlón – nemzeti jelképként – a reformkorban jelent meg együtt a piros, a fehér és a zöld szín. A piros és fehér mellé harmadiknak a zöld színt József nádor első felesége, Alekszandra Pavlovna javaslatára vették fel. Ez a zászló 1848 előtt már jelen volt, de még nem terjedt el. A nagyhercegnő történetesen édestestvére volt I. Miklós orosz cárnak, aki részese lett a magyar szabadságharc leverésének.
Az 1848-as követelések egyike volt, hogy „a nemzeti színek régi jogukba visszaállíttassanak” – szemben a Habsburgok fekete-sárga színeivel. Erről az áprilisi törvények 21. cikkelye rendelkezett. A piros-fehér-zöld zászló így hivatalosan elismert magyar nemzeti jelkép lett, amelyet 1848-49-ben már általánosan használtak polgári zászlóként. Az 1848–49-es honvédsereg ezzel szemben fehér színű, piros és zöld úgynevezett farkasfogakkal szegélyezett zászlók alatt harcolt, közepén a címerrel.
Az OHB rendelete a várparancsnokokhoz a nemzeti lobogó kitűzéséről.
Miután Isten kegyelméből s vitéz seregeink győzelmes elő haladása által annyira van biztositva a Hazának szent ügye, hogy a pártütő Jellasicsnak egész hadserege Székesfehérvár alatt hatalmasan már megveretvén, és Bécs felé megfutamodott, Rothnak pedig 10 ezernyi rabló csoportja egytől egyig minden vezérekkel s tisztekkel együtt az ország foglyaivá lettek, és rövid időn az ellenségnek egész erője vagy tökéletesen semmivé lesz téve, vagy a csúful megfutamlott csoport az országból egészen ki lesz szoritva, a király és nemzet nevében az Országgyülésnek határozatából ezennel szorosan és kemény felelet terhe alatt meghagyatik minden magyarországi, erdélyi, slavoniai és horvátországi vár parancsnoknak és várakban létező minden katonaságnak, hogy
1-er ezen parancsnak a közlönyben közhirré tétele után 7 nap alatt múlhatatlanul tüzze ki a magyarországi háromszínű lobogót, és valamint ezt, úgy
2-or a Magyar és hozzá kapcsolt országok iránti hüséget és a honvédelmi bizottmány parancsa iránti kész engedelmességet ugyan akkor a honvédi bizottmányhoz múlhatatlanul írásban be jelentse, ellenkező esetre mindenki, ki ezen két kötelességet elmulasztaná, mint haza áruló tekintetik, s mint illyen, törvényen kivülinek nyilvánittatik, és bárki által is megfogattathatik, és agyon lövettethetik, visszahuzhatlanul kijelentetvén, hogy azon esetben, ha valaki a fent megirt két kötelességnek engedelmeskedni csak vonakodna is, mihelyt seregeink vitézsége a hazai ügynek győzelmét a pártütőnek rablócsoportjától megtisztitván, biztositja, minden engedetlen várbeliek, mint hazaárulók fognak megkegyelmezés nélkül szigoruan megbüntettetni. Melly parancsolat mihez tartás és a várban leendő kihirdetés végett minden vár parancsnoknak is megküldetni rendeltetik.
A király és haza nevében a nemzeti képviselet határozata következtében, az Országos honvédelmi bizottmány.
Madarász s. k. fogalmazványa MOL OHB 1848: 893.
Megjelent a Közlöny október 9-i számában.

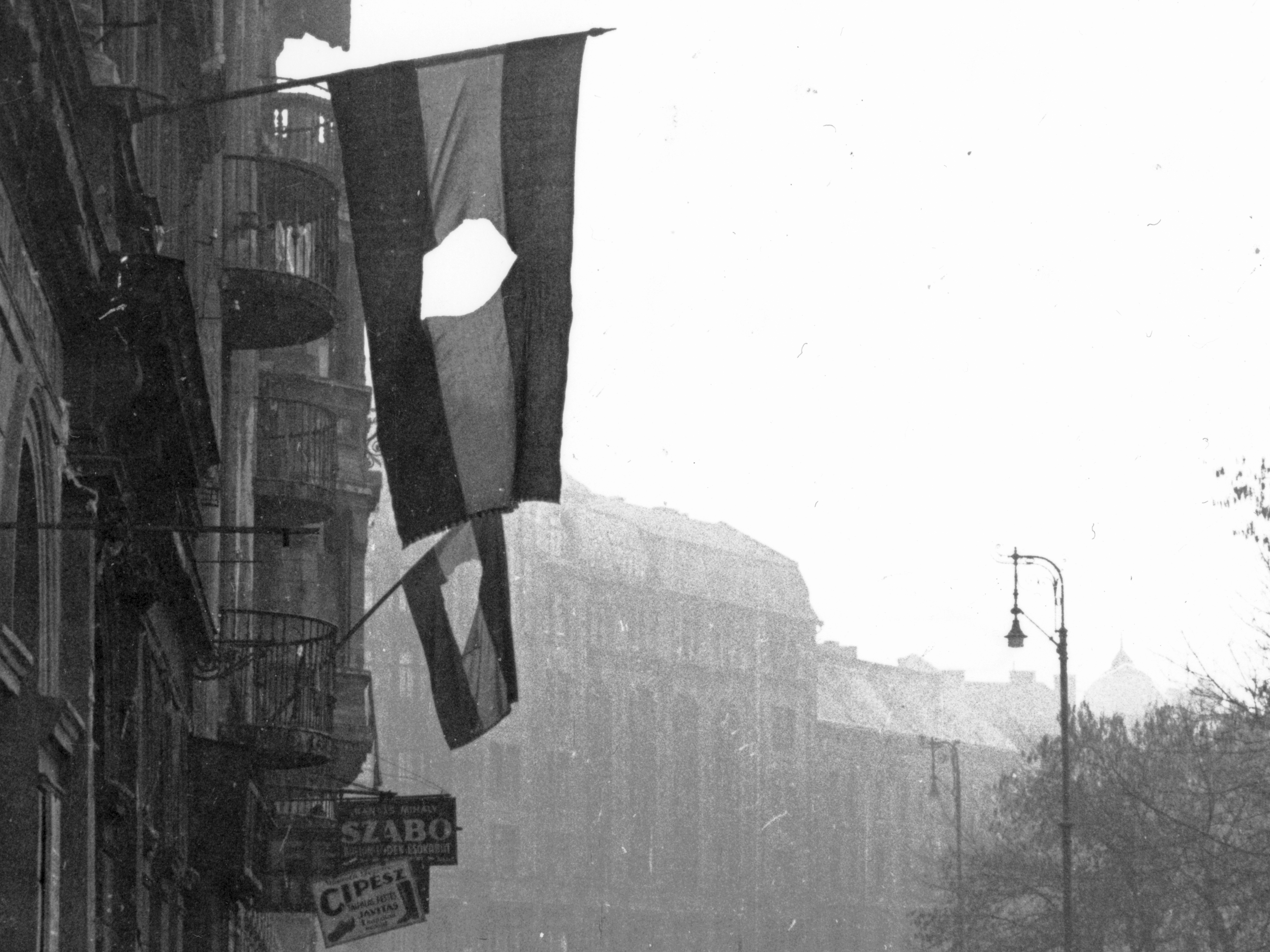
Az 1956-os forradalom jelképe: a lyukas zászló

A szabadságharc leverése után tiltott jelképnek számított. 1867-től kezdve hivatalos. Állami zászlóként 1945-ig a kiscímer (megfelel a mai magyar címernek) szerepelt a zászló közepén. 1946. február 1. és 1949. augusztus 20. között a Szent Korona nélküli, úgynevezett „Kossuth-címer”, majd 1949 augusztus 20. és 1956 októbere között a szovjet mintára készült népköztársasági címer („Rákosi-címer”) volt középen. Az 1956-os forradalomban a felkelők és a lakosság jórésze kivágta ezt az idegen jelvényt, így született a forradalom jelképe, a lyukas zászló. A Nagy Imre-kormány visszaállította a korona nélküli Kossuth-címert, mely még a forradalom kádári leverését követő néhány hónapban is hivatalos volt. Az újabb, a Rákosi-címertől különböző – de ekkor is szovjet mintájú, vörös csillagos –, úgynevezett „Kádár-címer” (1957. május 1.–1989. október 23.) a zászlón nem szerepelt.

## Mai használata
A magyar zászló a rendszerváltáskor sem változott. A hivatalos állami és polgári zászló (a Magyar Köztársaság lobogója) az alkotmányt átfogóan módosító 1990. évi XL. törvény (elfogadása: június 19.) szerint három egyenlő szélességű, piros, fehér és zöld vízszintes sávból áll.
A magyar zászló állami és polgári használatát a 2011. évi CCII. törvény, szabályozza. Ennek értelmében a Magyar Köztársaság lobogója nem hivatalos változataként a zászló közepén a mai magyar címer (kiscímer) is szerepelhet. Ezt a nem hivatalos címeres lobogót azonban foglalkozás gyakorlásához kapcsolódóan kizárólag „az Országgyűlés, az országgyűlési képviselő, a köztársasági elnök, az Alkotmánybíróság, az Alkotmánybíróság tagja, az országgyűlési biztosok, az Állami Számvevőszék, a Magyar Nemzeti Bank, a kormány, a kormány tagja, a fegyveres erők, a helyi önkormányzat, a helyi kisebbségi önkormányzat, a bíróság, az ügyészség, a rendvédelmi szervek és a közigazgatási feladatot ellátó szervek, továbbá ezek hivatalai, illetőleg a felsoroltak képviseletére jogosult személyek” használhatják. A pár évvel ezelőtt létrehozott jelképbizottság egyik javaslata szerint a hivatalos állami zászlóra vissza kellene tenni a címert, megkülönböztetendő a nemzeti zászlótól. (Döntően azért, hogy a határon túli magyarokat, ha ünnepeken vagy egyéb alkalmakkor használják, ne érhesse az a vád, hogy egy „idegen állam” zászlaját tűzik ki.)
A Magyar Köztársaság Alkotmánya nem határozta meg a magyar zászló méretarányait. A középületek fellobogózásának egyes kérdéseiről szóló 132/2000 kormányrendelet értelmében az állami zászló 1:2 arányú. Polgári zászlóként egyaránt használatosak a hagyományos 2:3 és az újabb 1:2 arányú zászlók.
Magyarország zászlaja három, egyenlő szélességű, sorrendben felülről piros, fehér és zöld színű, vízszintes sávból áll, amelyben a piros szín az erő, a fehér szín a hűség, a zöld szín a remény jelképe.
Magyarország tengereken használt hivatalos polgári zászlaja a hatályos 1957-es törvény szerint a 2:3 arányú piros-fehér-zöld lobogó.
A katonai csapatzászló az 1848–49-es honvédsereg által használt lobogót követi. A fehér színű zászlóban a baloldalt cserfa-, jobboldalt olajággal keretezett magyar címer látható. Szárazföldi használat esetén a zászlót (honvédségi csapatzászló) váltakozó piros és zöld lángnyelvek szegélyezik és a címer a közepén található. A haditengerészeti zászló (hadilobogó) széleit váltakozó piros és zöld háromszögek (farkasfogak) díszítik, és a címer a zászlórúdhoz közelebbi bal felén helyezkedik el. Bár a két zászló méretarányát a törvény nem határozza meg, ez általában 3:4.
A hivatalos állami ünnepségeken gyakorta felvonultatják a korábbi magyar történelmi zászlókat is.
Az Országgyűlés 2014. december 16-ai ülésén március 16-át a magyar zászló és címer napjává nyilvánította.

## Magyar szabvány
A magyar nemzeti lobogó színeit az MSZ 1361:2009 szabályozza Az adatok a Pantone Swatch (textil) színezékek táblázatából:
- Piros: 18-1660 „paradicsompiros”; Munsell szerint kb. 4,6R 4,4/15
- Fehér:  Berger-féle fehérségi mérőszám: WBE=100 [18]
- Zöld: 18-6320 „pázsitzöld”; Munsell kb. 1,25G 4,2/5
- Megengedett eltérés: ΔE = 2,0 (Colour Measurement Committee képletével)

A zászlók/lobogók tekintélyének megőrzése:
- A zászlót (lobogót) – tekintélyének megőrzése érdekében – rendszeresen, legalább háromhavonta tisztítani kell.
- A zászlót (lobogót) legalább évente cserélni kell.[19]

Zászló- és a hozzá tartozó zászlórúd-méretek:
| Sorszám | Méret      | Zászlórúd |
| ------- | ---------- | --------- |
| 1.      | 100x200 cm | 2,5 m     |
| 2.      | 150x300 cm | 3,5 m     |
| 3.      | 200x400 cm | 4 m       |

## Magyarország jelenlegi és történelmi zászlói

### Állami és polgári zászlók

Árpád-házi fejedelmi zászló a 10. században.
Árpád-házi királyi zászló a 11. század első felében.
Árpád-házi királyi zászló a 11. század második felétől.
Árpád-házi királyi zászló a 12. század végén.
Árpád-házi királyi zászló a 13. században.
Az Árpád-ház királyi család hétszer vágott zászlója.[20]
Az Anjou-ház királyi zászlója.[21]
Luxemburgi Zsigmond királyi zászlója.
I. Ulászló királyi zászlója.
Hunyadi Mátyás királyi zászlója.
Hunyadi Mátyás királyi zászlója.
A Fekete sereg zászlója.[22]
II. Ulászló királyi zászlója.
II. Lajos királyi zászlója.
A reformkor és szabadságharc idején használt polgári zászló.
Magyarország állami zászlaja 1848–1849 és 1867–1869 között.
Magyar állami zászló 1869–1874 között, az Osztrák–Magyar Monarchia idején.
1874–1896 között használt állami zászló.
Magyarország állami zászlaja 1896–1915 között.
Állami zászló 1915–1918 között.
Az 1915–1918 között használt állami zászló egyik változata.
Magyarország állami zászlaja a népköztársaság alatt (1918–1919).
Magyarország állami zászlaja a Tanácsköztársaság idején (1919).
Magyarország állami zászlaja 1920–1946 között.
1946–1949 és 1956–1957 között használt állami zászló a „Kossuth-címerrel”.
1949–1956 között használt állami zászló a „Rákosi-címerrel”.
Az 1956-os forradalom alatt használt polgári zászló, melyből kivágták a „Rákosi-címert”.
1957–1989 a Magyar Népköztársaság állami zászlaja.
1990-től a Magyar Köztársaság állami zászlaja.

Megjegyzés: a már hatályon kívüli 1995. évi LXXXIII. törvény értelmében nem hivatalos polgári zászlóként valamennyi korábbi nemzeti színű zászló ma is használható – kivéve az 1949–1956 közöttit, amelyen tiltott önkényuralmi jelkép, a vörös csillag szerepel. Az Árpád sávos zászló mai változatának használatát több párt is ellenzi, mert a hétszer vágott vörös-fehér motívumot felhasználták a nyilasok is a saját jelképeiknél, vannak akik még a magyar történelmi zászló betiltását is felvetették.
Arról, hogy a Magyar Köztársaság zászlaja (Magyarország zászlaja) hogyan néz ki, 2012-ig a Magyar Alkotmány 76. §-a, majd 2012-től Magyarország alaptörvénye rendelkezik az Alapvetés fejezet I) cikkének (2). bekezdésében, valamint külön sarkalatos törvényt határoz meg a (4). bekezdésben. A sarkalatos törvény a 2011. évi CCII. törvény, ennek I. fejezetének 2–5. része foglalkozik a zászló és a lobogó kérdésével (6–12. §).

### Hadi zászlók

Az Osztrák-Magyar Monarchia hadi zászlaja 1880 és 1915 között
Az Osztrák-Magyar Monarchia hadi zászlaja 1915 és 1918 között
Az Osztrák-Magyar Monarchia hadi zászlaja 1918-ban
A Tanácsköztársaság korában szinte minden zászlót a vörös színű lobogó váltott fel
A Nemzeti Hadsereg fővezérségének zászlaja 1919. november 15. és 1920. április 1. között
A Magyar Királyi Fővezérség zászlaja
A Magyar Királyság csapatzászlaja 1939 és 1945 között
Kiscímeres csapatzászló 1945-től
A kiscímerről levágták a koronát 1946-ban
A Kossuth-címeres csapatzászló rövid ideig volt használatban
Az első Rákosi-címeres csapatzászló 1949-től
A csapatzászlót 1950-ben vörösre festették szovjet nyomásra
Az 1956-os forradalom alatt a csapatzászlókból is kivágták a Rákosi-címert
Csapatzászló a Kádár-korszak idején
Magyarország csapatzászlaja 1991. március 15. óta